# 古老翼鳥龍屬
古老翼鳥龍屬（學名：Paleopteryx）是一屬可疑的獸腳亞目恐龍，並被認為是疑名。牠是由詹姆斯·詹森（James A. Jensen）於1981年命名及誤鑑。繼而於1989年由詹森本人及K. Padian重新描述。而詹森則認為古老翼鳥龍是無效屬。唯一已知的標本是單一根的骨頭碎片（編號BYU 2022）。
在互聯網上，古老翼鳥龍經常是產生混淆的對象，尤其是在公眾的科學報及在創造論者中間。牠往往被描述成為比始祖鳥還要古老的鳥類，不過古老翼鳥龍並不是屬於鳥翼類，也是保存在較始祖鳥年輕（雖同是侏羅紀）的地層。
古老翼鳥龍的骨頭標本約有45厘米長。詹森於1981年描述時，認為這骨頭是鳥類的左脛跗骨近端。隨後R. E. Molnar於1985年將它定為已知最早的鳥類。詹森及Padian於1989年重新鑑定後，認為這骨頭是小型的恐爪龍下目或鳥類的右橈骨遠端。
在1970年代，古老翼鳥龍的化石是由詹森所帶領的楊百翰大學古生物學研究團所挖掘出土。化石是發現於科羅拉多州西部的莫里遜組Brushy Basin段，年代屬於晚侏羅紀地層。它是與其他翼龍目及恐龍的化石混合在一起。當中一根屬於衍化手盜龍類的右股骨（編號BYU 2023），長約63厘米，失去了遠端部份。這明顯對BYU 2022所屬的個體過於短少。編號BYU 2023標本有衍化手盜龍類（如小獵龍、小盜龍及始祖鳥）的獨有衍徵。
編號BYU 2022及2023標本都很重要，因它們是侏羅紀北美洲的小型體型手盜龍類的標本。

## 外部連結
- 恐龍百科全書的古老翼鳥龍 （页面存档备份，存于）